# Chanteloup (Deux-Sèvres)
Chanteloup – miejscowość i gmina we Francji, w regionie Nowa Akwitania, w departamencie Deux-Sèvres.
Według danych na rok 1990 gminę zamieszkiwało 910 osób, a gęstość zaludnienia wynosiła 44 osób/km² (wśród 1467 gmin regionu Poitou-Charentes Chanteloup plasuje się na 344. miejscu pod względem liczby ludności, natomiast pod względem powierzchni na miejscu 378.).